# شاه من ماه من
«شاه من ماه من» تصنیفی ساختهٔ مرتضی نی‌داود در بیات اصفهان است. کلام آن ساخته حسین پژمان بختیاری است. این تصنیف نخستین بار توسط قمرالملوک وزیری اجرا شده‌است. مرتضی حنانه این اثر را مجدداً تنظیم کرده و با ارکستر بزرگ اجرا کرده‌است. اجرای حنانه بی‌کلام بوده و در تیتراژ سریال هزاردستان استفاده شده‌است.